# Bromoformo
El Bromoformo (CHBr3) es un líquido amarillo pálido con un olor dulce similar al cloroformo, un halometano o haloformo. Su índice de refracción es 1.595 (20 °C, D). El bromoformo es producido naturalmente por fitoplancton y algas marinas en el océano y se cree que esto es la fuente predominante al medio ambiente. Sin embargo, de manera local se formaron cantidades significativas de bromoformo que entran al ambiente como subproductos de desinfección conocidos como trihalometanos cuando el cloro es añadido al agua para beber para matar bacterias. Es algo soluble en agua y fácilmente se evapora en el aire. El bromoformo es un confirmado carcinógeno animal (ACGIH 2004). Categoría carcinógena: 3B; (DFG 2004). 
Es uno de los trihalometanos, relacionado estrechamente con fluoroformo, cloroformo, y yodoformo. Es el principal trihalometano producido en piscinas de sal con algunas piscinas públicas encontrando que contienen un total de 1.3 ppm en bromoformo. Los límites ocupacionales de exposición de piel son ajustados a 0.1 ppm. 
El bromoformo puede ser absorbido en el cuerpo mediante inhalación y a través de la piel. La sustancia es irritante al tracto respiratorio, los ojos y la piel, y puede causar efectos en el sistema nervioso central e hígado, resultando en alteraciones funcionales. Es soluble en aproximadamente 800 partes de agua y es miscible con alcohol, benceno, cloroformo, éter, éter de petróleo, acetona, y aceites. Su dosis semiletal LD50 es 7.2 mmol/kg (1.8 g/kg) en ratones.
La sustancia puede ser peligrosa para el ambiente y debe prestarse una atención especial en organismos acuáticos. Es fuertemente aconsejable no dejar que la sustancia entre en contacto con el ambiente porque persiste en el medio.
Puede ser preparado por la reacción del haloformo usando acetona e hipobromito de sodio, por la electrólisis de bromuro de potasio en etanol, o tratando cloroformo con bromuro de aluminio. 
Es emitido por algunas algas en descomposición.

## Usos

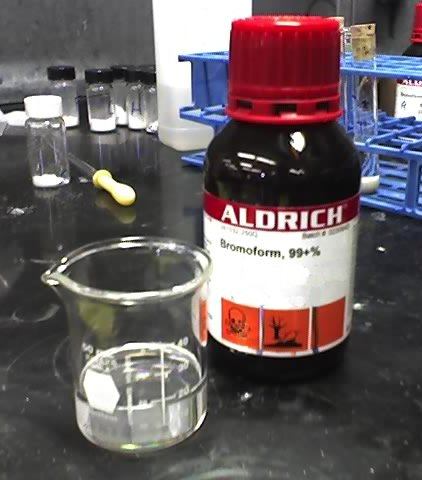
Bromoformo contenido en vaso de precipitados.

Únicamente pequeñas cantidades de bromoformo son producidas actualmente de manera industrial en los Estados Unidos. En el pasado, fue utilizado como solvente, sedante y retardador de fuego, pero ahora es usado principalmente como un reactivo de laboratorio.
Debido a la relativamente alta densidad del bromoformo, es comúnmente utilizado para la separación de minerales. En una aplicación de la técnica, dos muestras pueden ser separadas con bromoformo en un tubo de ensayo o equivalente material de vidrio. La capa superior, que contiene los minerales más ligeros, puede ser removida de la capa del fondo, que contiene los minerales más pesados.
Esta habilidad del bromoformo para soportar el peso de algunos sólidos es explicada por las leyes de flotación. Un sólido flotará en un líquido si su densidad es menor que la del líquido; de igual manera, un sólido se hundirá si su densidad es mayor que la del líquido. Si un líquido va a utilizarse para separar minerales de acuerdo a sus densidades, debería tener una densidad que se encuentre en un punto medio. El bromoformo tiene una alta densidad comparada a la de otros líquidos, así que es ideal para esta aplicación. Si la densidad del bromoformo es ligeramente muy alta, entonces puede ser disminuida mezclándolo con una pequeña cantidad de líquidos completamente miscibles de menor densidad. 
Se ha descubierto que el bromoformo emitido por las algas de mar deshidratadas podría reducir en un 70% las emisiones de metano producida por los bovinos, lo que podría significar una considerable reducción en la contaminación ambiental.[cita requerida]